# James Wong (acteur)
Pour les articles homonymes, voir James Wong et Wong.

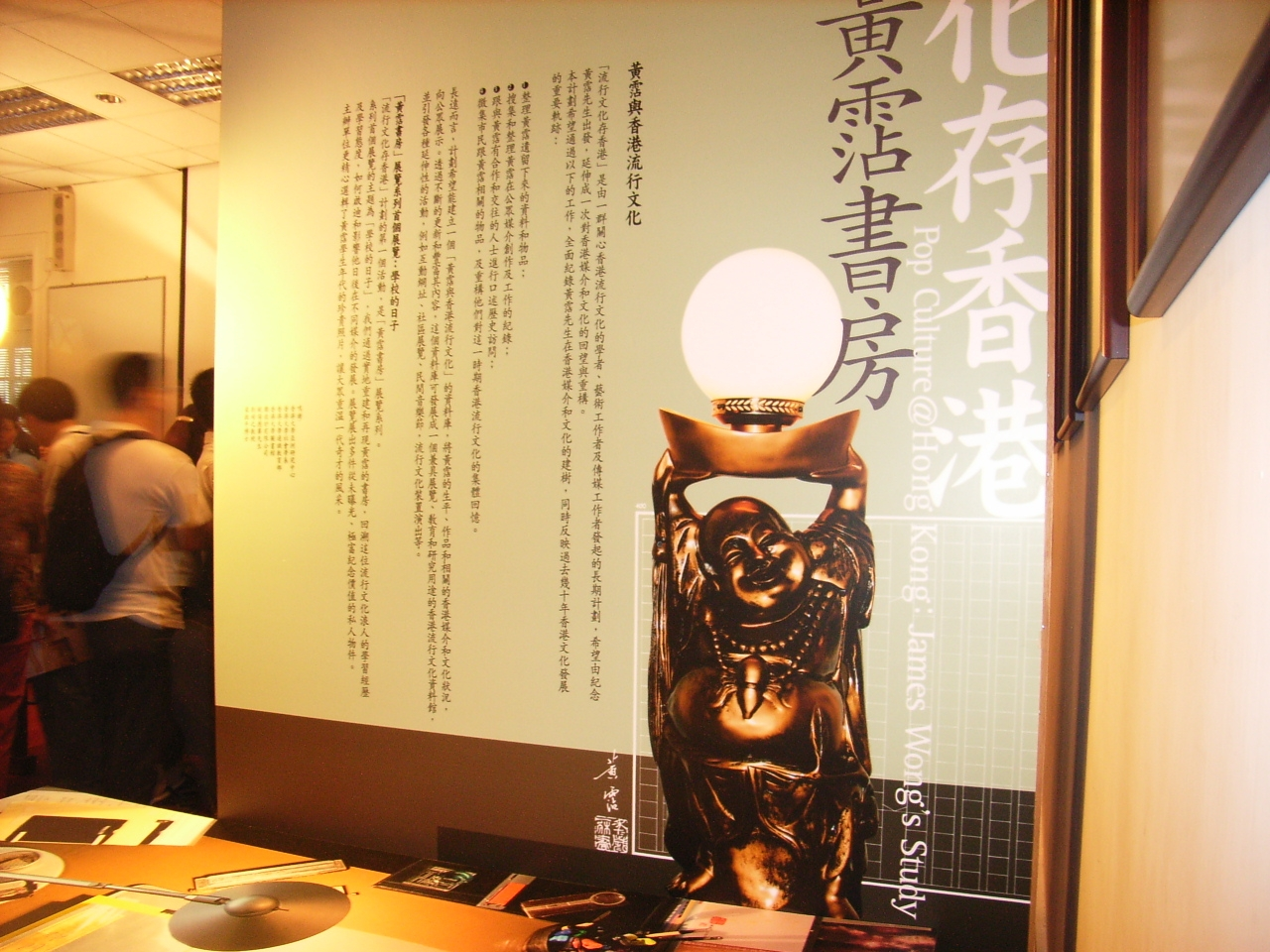
Exposition des travaux de James Wong lors des portes ouvertes du Centre of Asian Studies de l'université de Hong Kong. Octobre 2005.

James Wong (parfois appelé Wong Jim ou Jim Wong) est un acteur et compositeur chinois, né le 18 mars 1941 à Canton, et mort le 24 novembre 2004 à Hong Kong.
Il est le frère de Tommy Wong.
Il est surtout connu pour son talent de compositeur : on lui doit principalement les thèmes de Histoire de fantômes chinois et de Il était une fois en Chine.

## Filmographie

### Acteur
- 1974 : Games Gamblers Play (Gui ma shuang xing)
- 1975 : Let's Rock (Daai ga lok)
- 1977 : Le Caïd de Chinatown (Tang ren jie xiao zi)
- 1982 : My Darling, My Goddess (Oi yan nui san)
- 1985 : Musical Dancer (Ge wu sheng ping)
- 1986 : Red Headed Stranger
- 1988 : Double Fattiness (Shuang fei lin men)
- 1988 : Mother vs. Mother (Nan bei ma da)
- 1988 : Tiger on the Beat (Lo foo chut gang)
- 1988 : Fractured Follies (Chang duan jiao zhi lian)
- 1988 : The Crazy Companies (Zui jia sun you)
- 1989 : City Squeeze (Tou qing xian sheng)
- 1989 : Big Brother (Qiji)
- 1989 : Happy Ghost 4 (Kai xin gui jiu kai xin gui)
- 1989 : Burning Sensation (Huo zhu gui)
- 1989 : Mr. Sunshine (Hoi sam gui miu ba)
- 1989 : Just Heroes (Yi dan qun ying)
- 1989 : The Romancing Star 3 (Lang zhi yi zu)
- 1990 : Tiger on the Beat 2 (Lao hu chu geng 2)
- 1990 : The Wild Goose Chase (Bu wen xiao zhang fu)
- 1990 : B B 30
- 1991 : Stooges in Tokyo (Yin zuo xi chun)
- 1991 : Doctor Vampire (Jiang shi yi sheng)
- 1991 : Gambling Ghost (Hong fu qi tian)
- 1991 : The Banquet (Haomen yeyan)
- 1991 : Spiritually a Cop (Bok geuk cha lou)
- 1992 : Fight Back to School 2 (Tao xue wei long 2)
- 1992 : Double Dragon (Shuang long hui)
- 1992 : All's Well, Ends Well (Jia you xi shi)
- 1992 : Once Upon a Time a Hero in China (Huang Fei Hong xiao zhuan)
- 1992 : Rich Man (He ri jin zai lai)
- 1992 : Stooges in Hong Kong (Bu wen sao)
- 1992 : Summer Lovers (Xia ri qing ren)
- 1993 : Le Lettré batifoleur (Tang Bohu dian Qiuxiang)
- 1993 : All's Well, Ends Well 2 (Hua tian xi shi)
- 1993 : Iron Monkey (Siu nin Wong Fei Hung ji Tit Ma Lau)
- 1994 : I Have a Date with Spring (Wo he Chun tian you ge yue hui)
- 1994 : Return to a Better Tomorrow (Sun ying hong boon sik)
- 1994 : I Will Wait for You (Nian nian you jin ri)
- 1994 : Best of Best (Mo deng long zheng hu dou)
- 1994 : It's a Wonderful Life (Daai foo ji ga)
- 1994 : Screwball '94 (Bu wen nu xue tang)
- 1996 : Agent double
- 1997 : Histoire de fantômes chinois (Xiao Qian)
- 1998 : Beauty (Meishaonian zhi lian)
- 2000 : Love Paradox (Ai qing min gan di dai)
- 2000 : Funny Business (Chuang ye wan jia)
- 2001 : Visible Secret (Youling renjian)
- 2004 : In-Laws, Out-Laws (Ngoh dik da gau fu mo)

### Compositeur
- 1978 : The Extras (Ka le fei)
- 1984 : Shanghai Blues (Shanghai zhi ye)
- 1986 : Peking Opera Blues (Do ma daan)
- 1987 : Histoire de fantômes chinois (Sinnui yauwan)
- 1988 : Painting of a Nymph (Hua zhong xian)
- 1989 : Casino Raiders (Zhi zun wu shang)
- 1989 : A Terracotta Warrior (Qin yong)
- 1989 : Just Heroes (Yi dan qun ying)
- 1990 : Swordsman (Xiao ao jiang hu)
- 1990 : Une balle dans la tête (喋血街頭 - Die xue jie tou)
- 1991 : Il était une fois en Chine (Wong Fei Hung)
- 1992 : Moon Warriors (Zhan shen chuan shuo)
- 1993 : The Eagle Shooting Heroes (Sediu yinghung tsun tsi dung sing sai tsau)
- 1993 : Niki Larson (Sing si lip yan)
- 1993 : La Légende de Fong Sai-Yuk
- 1993 : Green Snake (Ching Se)
- 1994 : The Lovers (Leung juk)
- 1994 : King of Western Chu (Xi chu bawang)